# Allen (Kentucky)
Allen város az USA Kentucky államában. Lakosainak száma 182 fő (2020. április 1.).

## Népesség
A település népességének változása:
| Lakosok száma | 150  | 193  | 182  |
|               | 2000 | 2010 | 2020 |